# Segelfluggelände Farrenberg
Segelfluggelände Farrenberg (LCL: DE-0114) (Der Segelflug dal tedesco "volo in aliante") è un'infrastruttura attrezzata per il decollo e l'atterraggio di aeromobili situata a sud-est della città di Mössingen, Baden-Württemberg, Germania, sulla cima del monte Farrenberg (820 m s.l.m.).

## La pista
L'aviosuperficie è composta da due piste con superficie in erba, una principale e una secondaria meno usata. A dividere le due diverse piste è presente un percorso in terra usato con frequenza dallo staff e dai membri dell'Aeroclub tedesco per portare un cavo lungo circa un chilometro fino alla postazione di partenza degli alianti. Le piste sono lunghe circa un chilometro e sono prive di illuminazione in quanto l'aviosuperficie viene utilizzata solo durante le ore diurne.

## Volo a vela
Siccome un mezzo privo di motore e più pesante dell'aria non può, per sua stessa natura, generare una spinta che permetta il volo, infatti il velivolo sfrutta il moto dell'aria circostante. Un mezzo da volo a vela, e più in generale un mezzo da volo libero, è in costante caduta rispetto all'aria e può quindi guadagnare quota solo volando all'interno di una corrente ascensionale di forza adeguata. L'aliante infatti sale se l'aria in cui vola sta salendo più veloce di quanto esso scende. Alcuni di questi aeromobili possono avere un proprio motore sfruttabile per il decollo e per il volo ma nel caso in cui questo non sia presente può decollare in differenti modi (di seguito i più utilizzati all'aviosuperficie Segelfluggelände Farrenberg):

### Traino da parte di un aereo

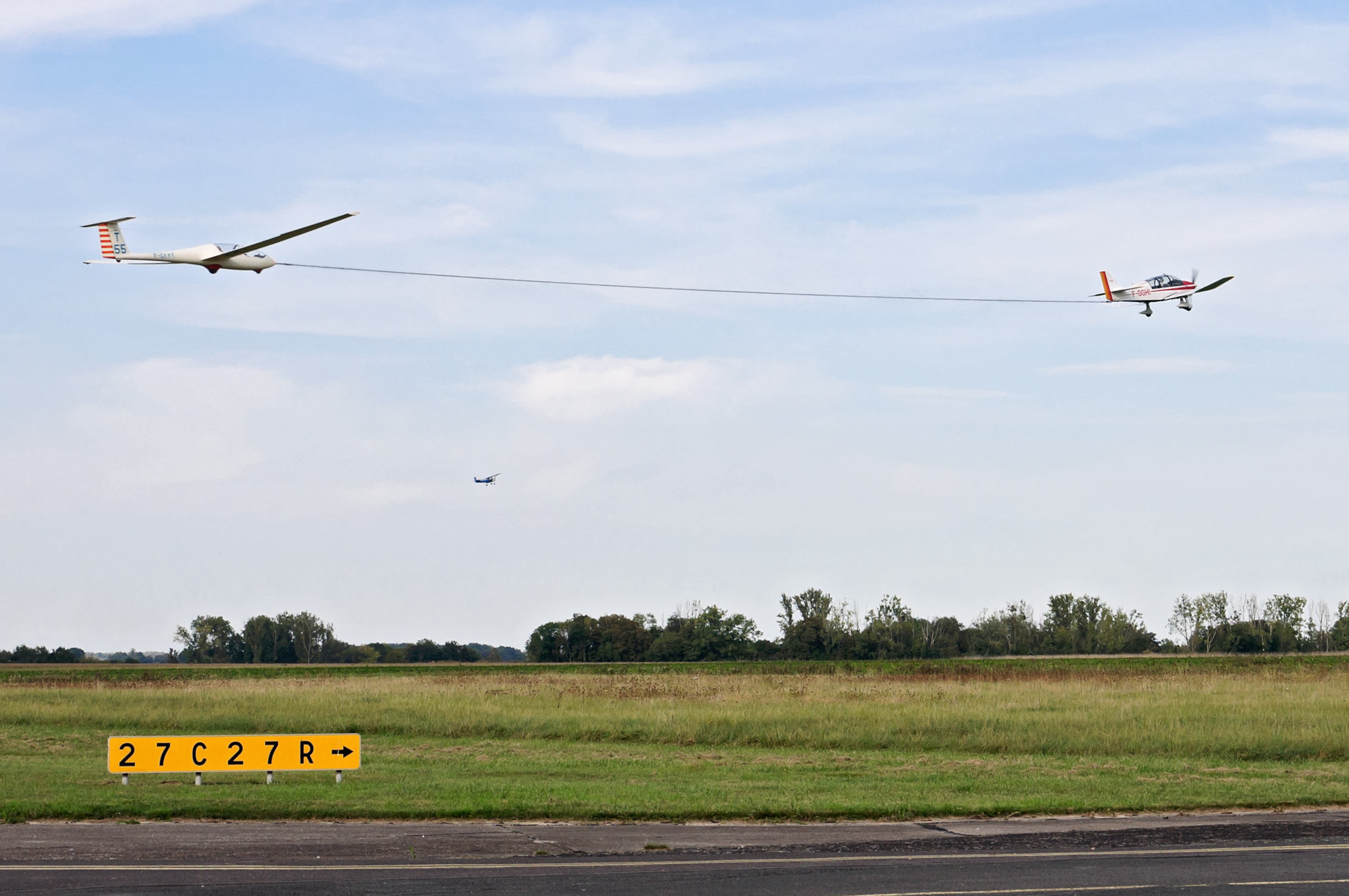
Traino da parte di un aereo

In questo caso l'aliante è trainato da un aereo tramite un cavo lungo dai 30 ai 60 m. Al raggiungimento della quota desiderata che può variare, soprattutto a seconda delle condizioni meteorologiche, tra i 400 e i 1000 m, l'aliante si sgancia dal cavo e comincia la lenta discesa in planata verso un aeroporto oppure alla ricerca delle correnti ascensionali per rimanere in volo.

### Traino al verricello

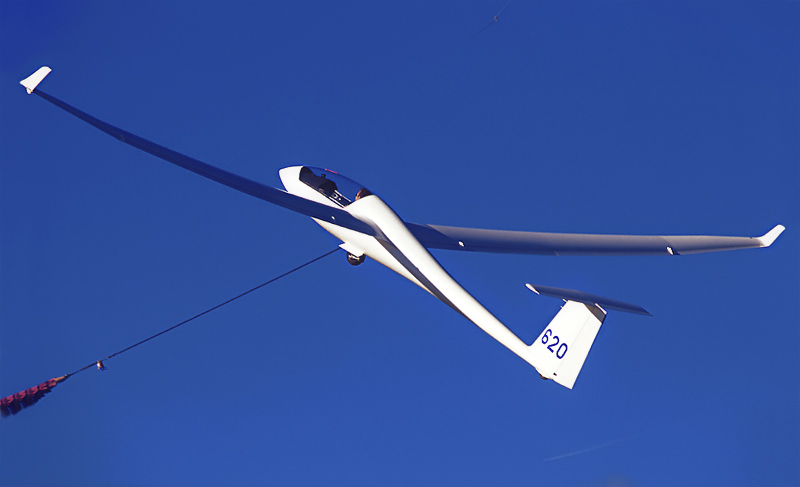
Traino al verricello

Mediante un verricello, azionato da un potente motore (tra 200 e 400 CV) che avvolge un cavo metallico che può essere lungo anche 1,5 km, l'aliante viene trainato lungo la pista fino a raggiungere la velocità di decollo alla quale alza il muso cominciando la salita. Raggiunta la quota massima, all'incirca la metà della lunghezza del cavo, si sgancia per proseguire il volo in planata o alla ricerca di correnti ascensionali.

## Volo a motore

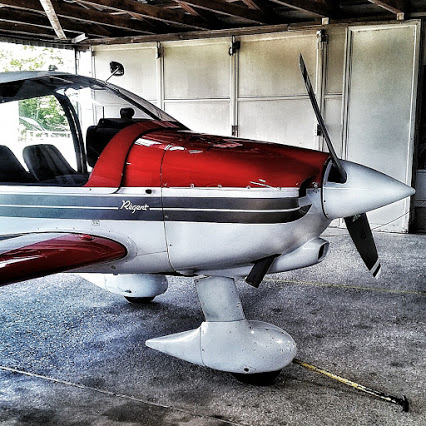
Foto di uno degli aerei dell'aviosuperficie

Un  aereo con motore è un aeroplano usato per insegnare le tecniche di volo, di navigazione o per scopi privati. I piloti civili vengono normalmente addestrati su piccoli aerei biposto o quadriposto; questi aerei possono essere piccoli aerei da turismo appositamente modificati per fare in modo che l'istruttore di volo possa imporre le sue condizioni di volo.
(Curiosità: anche alcune aeronautiche militari affidano l'addestramento basico dei propri piloti a compagnie private, oppure vengono addestrati da istruttori militari ma a bordo di velivoli forniti e curati nella manutenzione da aziende private.)
Dopo l'addestramento basico, gli aerei da addestramento usati sono via via più complessi, ma solitamente si tratta di modelli da addestramento di aerei già operativi.

## Collegamenti esterni

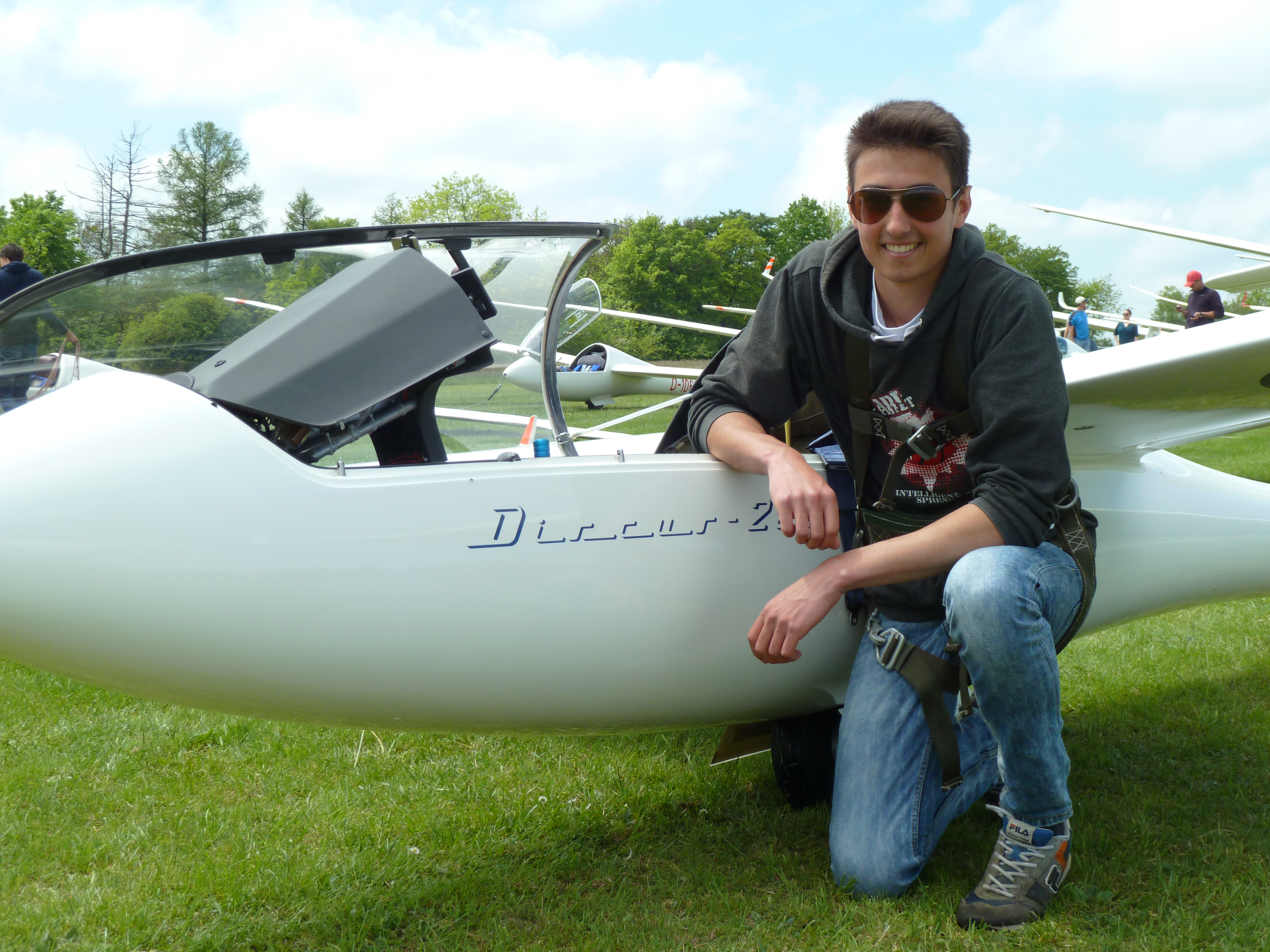
Detentore record Farrenberg dei "1000 km Fliegen ohne Motor" - 1000 km volati in aliante